# Lightweight coated paper
LWC (Light Weight Coated paper) é um papel fabricado com alta porcentagem de celulose, com revestimento fora de máquina tendo de 8 g/m² a 19 g/m² de tinta couchê em cada face, supercalandrado. 
Utilizado para revistas, tablóides, encartes e materiais promocionais que necessitam de qualidade de impressão ideal para grandes tiragens. Por ser um papel couché de baixa gramatura, é muito utilizado em publicações com número elevado de páginas, pois faz com que o impresso não fique por demais volumoso. Possui ótima alvura e brilho, oferecendo excelente performance através das impressoras.
Gramatura variando de 45 g/m² a 70 g/m², com espessura entre 3 e 5 µm.
É um substrato usado preferencialmente em impressoras offset, mas também em rotogravura, com poligromia utilizando tintas foscas ou brilhantes.